# Gottlieb Korn
Gottlieb Korn (* 19. April 1692 in Leipzig; † 1763) war ein deutscher Glockengießer.
Sein Vater war der Rot- und Glockengießer Johann Nikolaus Korn. 
1712 kam er nach Ulm, wo er am 30. Oktober 1716 das Bürgerrecht erwarb und am 17. November 1716 eine Tochter des Stück- und Glockengießers Theodosius Ernst heiratete. Um 1718/20 wurde er in der Gießerei seines Schwiegervaters aufgenommen. 1724/25 war er in Königsbronn tätig. 1726 übernahm er die Gießhütte seines Schwiegervaters. 
Nachdem sein Sohn, David Wilhelm Korn, früh gestorben war und dessen Witwe im Jahr 1745 Carl Christoph Frauenlob geheiratet hatte, assoziierte er sich mit diesem. 